# Матвеев, Николай Михайлович (биолог)
Николай Михайлович Матвеев (12 мая 1939, ст. Няндома, Архангельская область, РСФСР, СССР — 19 декабря 2016, Самара, Российская Федерация) — советский российский биолог, специалист в области экологии. Один из основоположников советской (российской) аллелопатии растений. Доктор биологических наук, профессор, академик Российской экологической академии, заслуженный работник высшей школы Российской Федерации.

## Биография
Родился в многодетной семье, был восьмым ребёнком в семье выходцев из вятских крестьян. Его отец, Михаил Митрофанович, работал машинистом паровоза, а мать, Елена Ивановна, — была домохозяйкой. В 1940 г. семья перебралась на родину — в посёлок Свеча Кировской области, где среди лесов, полей и живописных вятских деревенек прошли его ранние детские годы.

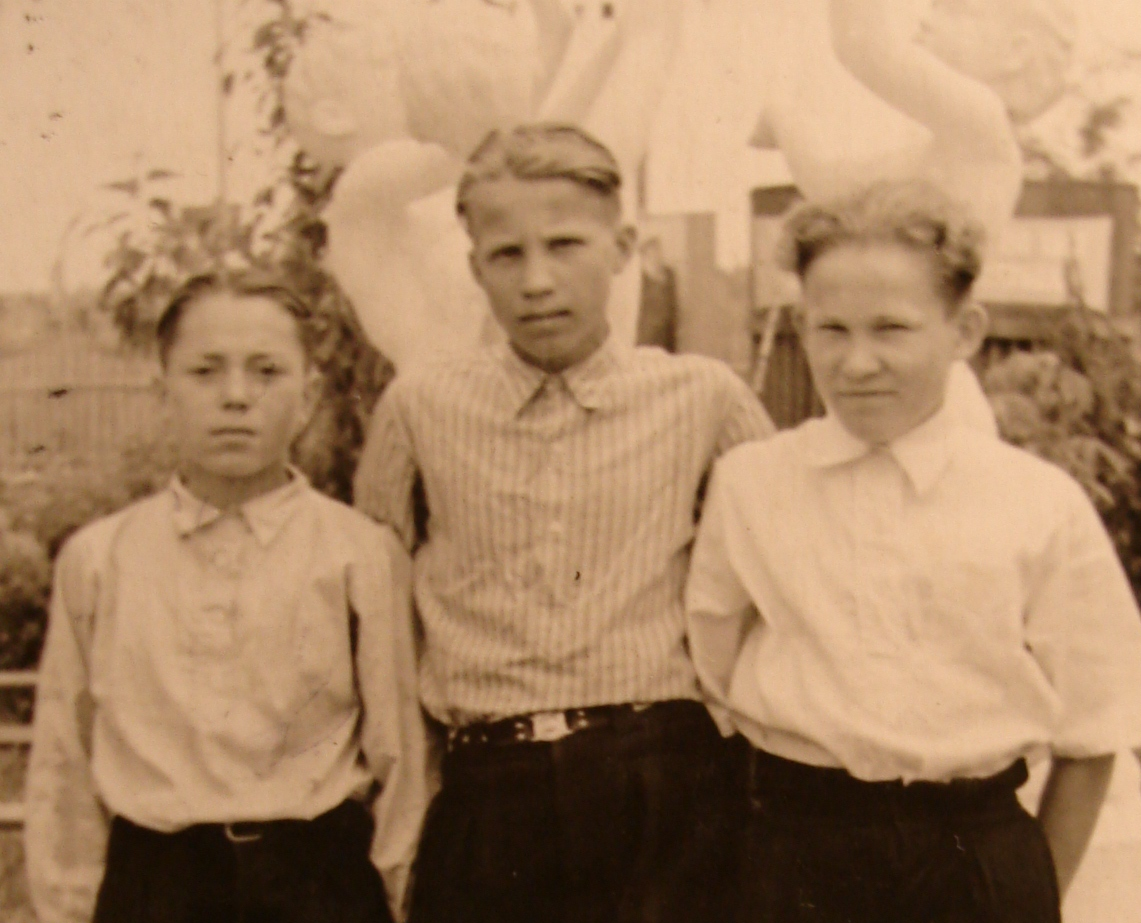
Николай Матвеев (в центре), 1954 г.

 В 1950 году отца направили на работу на Печерскую железную дорогу в посёлок Кулой Архангельской области, куда вслед за ним перебралась и семья Матвеевых. В 1954 году после смерти отца вместе с матерью он вернулся в посёлок Свеча Кировской области, где поступил в 8-й класс Свечинской средней школы, которую окончил в 1957 году с серебряной медалью. В этом же году поступил на биологический факультет Днепропетровского государственного университета.
В это время здесь работают известные учёные и педагоги — профессора А. Л. Бельгард, П. Е. Моцный, Л. В. Рейнгард, В. В. Стаховский, доценты С. М. Бровко, А. Д. Рева, А. Д. Колесников, Н. А. Сидельник, М. А. Альбицкая, Н. П. Акимова, З. С. Гаухман и др. Благодатная научная среда, огромное желание учиться и постигать новое, пытливый интерес к природе уже с юношеских лет развили в Н. М. Матвееве способности настоящего учёного, что во многом определило его дальнейший жизненный путь.
В 1962 году окончил Днепропетровский университет по специальности «биолог-ботаник, учитель биологии и химии средней школы». Был направлен на работу ассистентом на кафедру ботаники Мелитопольского педагогического института, но по независящим от него причинам поработать ему там не удалось. Возвратившись в Днепропетровский университет, по предложению А. Л. Бельгарда начинает работу на кафедре геоботаники и высших растений в должности лекционного ассистента. Под руководством А. Л. Бельгарда он начинает исследования роли растительных выделений во взаимоотношениях между древесными и травянистыми растениями в лесонасаждениях степной зоны Украины. По результатам этих исследований он совместно со своим другом и коллегой П. А. Тимофеевым, впоследствии профессором кафедры ботаники Якутского госуниверситета, подготовил свою первую научную статью, которая была опубликована в Украинском ботаническом журнале.
В марте 1963 года он был переведён на должность ассистента, в этом качестве он проработал до сентября 1968 года. В этот период он активно занимался научной работой, осуществлял эксперименты, проходил стажировку в Киеве в институте ботаники АН УССР у А. М. Гродзинского, на кафедре геоботаники Ленинградского университета у известного специалиста по аллелопатии А. А. Часовенной.

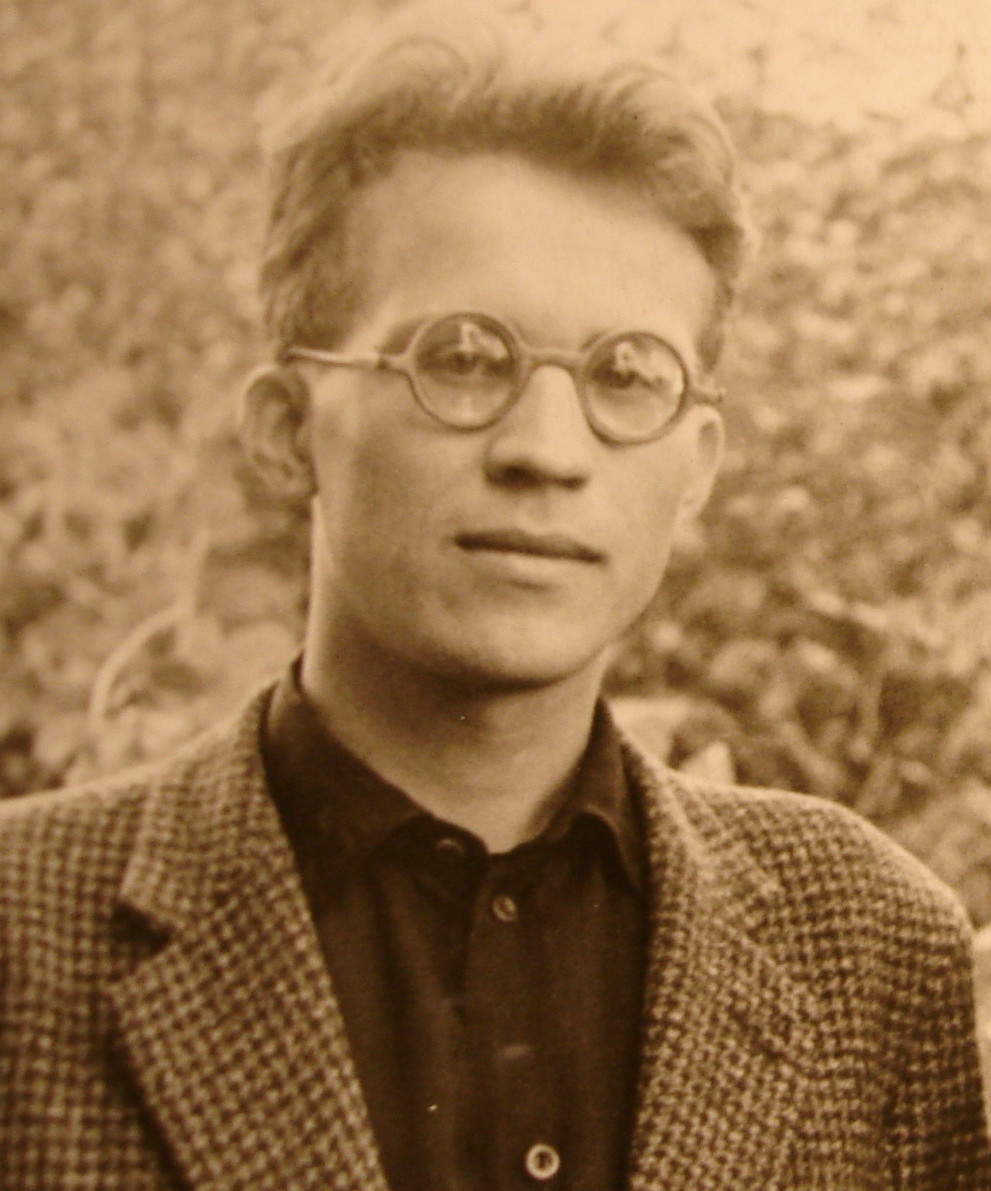
Николай Матвеев, 1963 г.

В 1965 году женился на Раисе Григорьевне Литвин — выпускнице украинского отделения филологического факультета Днепропетровского университета, которая становится женой и матерью для их троих детей. Старший сын - Михаил Матвеев - профессор истории Самарского университета, депутат Госдумы от партии КПРФ.
В 1967 году на заседании учёного совета биологического факультета Днепропетровского университета Н. М. Матвеев успешно защитил кандидатскую диссертацию, в которой отражаются принципиально новые подходы к оценке роли аллелопатии во взаимоотношениях между древесными и травянистыми растениями в лесокультурах. В сентябре 1968 года он становится старшим преподавателем, а с января 1969 года — доцентом кафедры геоботаники и высших растений. В этот период учёный сформулировал представление об аллелопатической чувствительности растений и её количественной мере — аллелопатическом пороге чувствительности, разработал методы их изучения и публикует первые экспериментальные данные по этому вопросу.

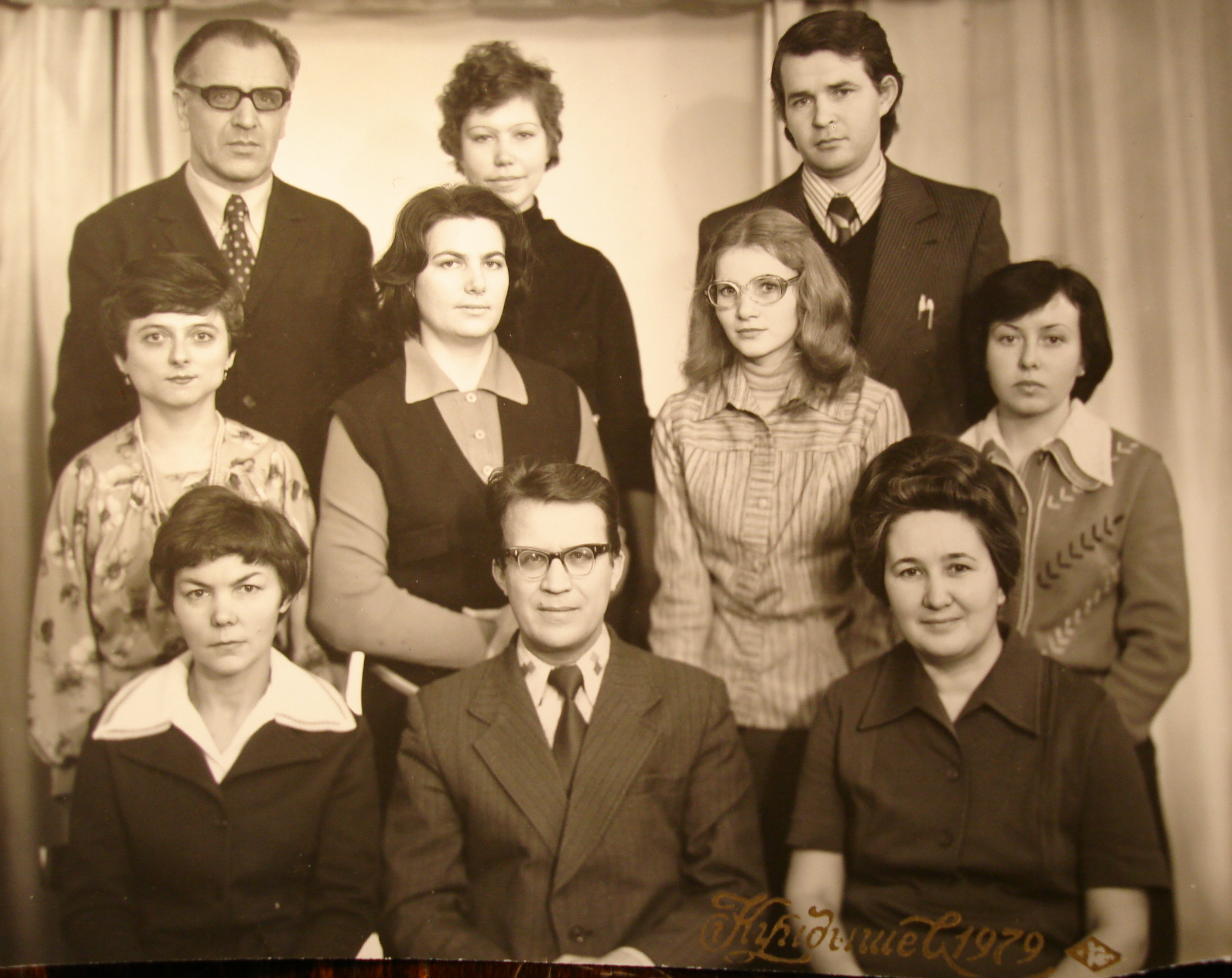
Коллектив кафедры ботаники КГУ, 1979 г.

В 1972 году был переведён на работу во вновь организованный Куйбышевский (ныне — Самарский) государственный университет. Выступил организатором, создателем и руководителем кафедры экологии, ботаники и охраны природы (до 1993 г. — кафедра ботаники), специализации студентов по ботанике (1973—1985), по экологии и охране природы (с 1988 г. и по настоящее время), комплексной биогеоценологической экспедиции по изучению природных экосистем, Красносамарского биомониторингового стационара (функционирует с 1974 года). С момента передачи ботанического сада в ведение Самарского университета (1975 г.) осуществлял научное руководство его деятельностью.
Докторскую диссертацию по специальности 03.00.16 — экология он защитил в 1986 году в Тартуском государственном университете. Научная школа профессора Н. М. Матвеева является одной из активно функционирующих научных школ Самарского государственного университета, она хорошо известна в Поволжско-Уральском регионе. На возглавляемой им кафедре он подготовил из числа её сотрудников 4 докторов и 7 кандидатов биологических наук, а в Ботаническом саду — 3 кандидатов биологических наук. К моменту смерти ученого на кафедре экологии, ботаники и охраны природы Самарского государственного университета в профессорско-преподавательском составе трудятся 5 докторов и 4 кандидата биологических наук, в учебно-вспомогательном составе — 3 кандидата биологических наук.

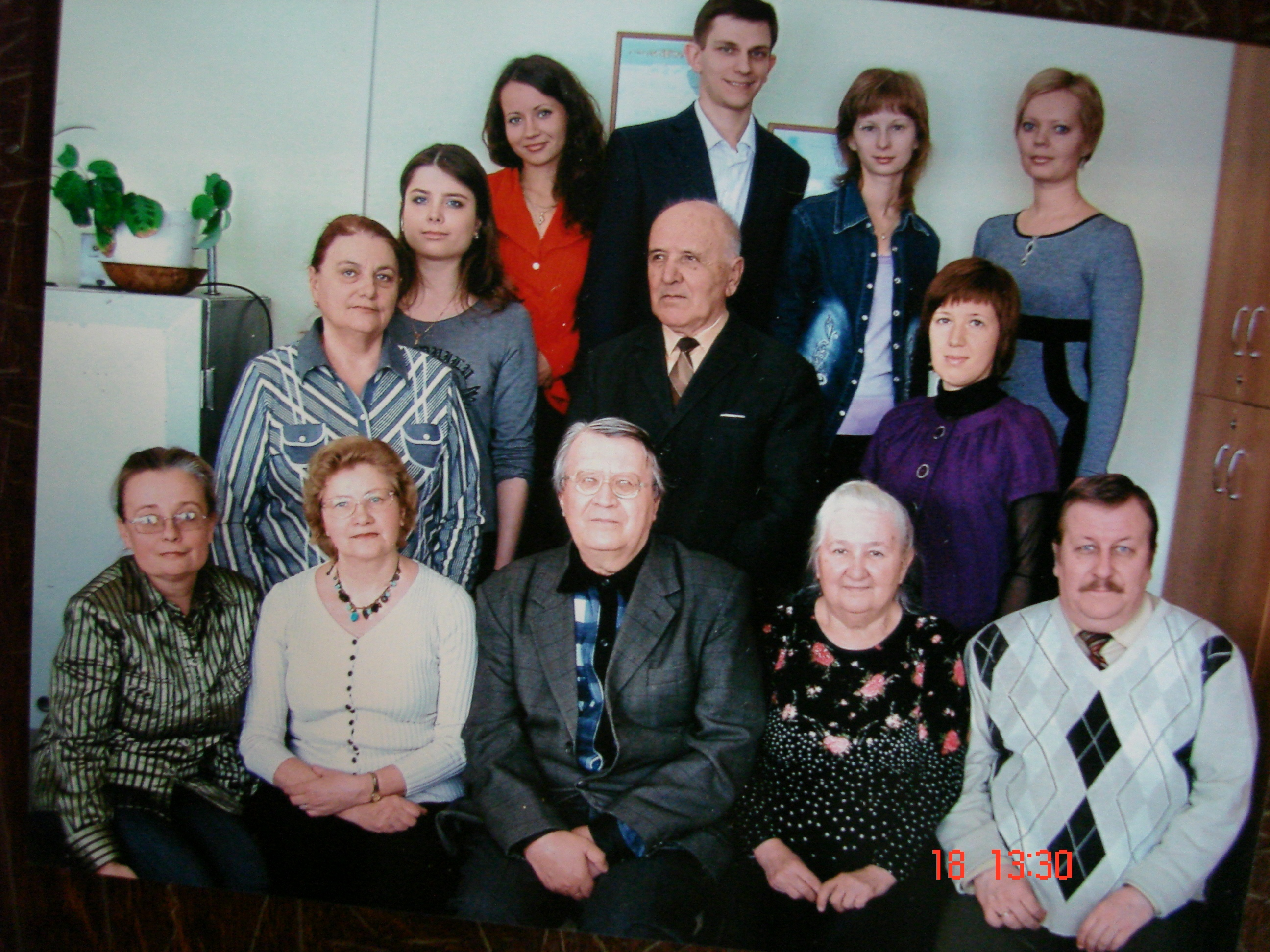
Коллектив кафедры экологии, ботаники и охраны природы СамГУ, 2009 г.

 Под руководством Н. М. Матвеева выполнено 6 госбюджетных научных разработок по планам АН СССР, 2 грантовые (по программам Минвуза РФ «Университеты России», «Охрана окружающей среды»), 2 — по темпланам Минобразования РФ, 9 — по хоздоговорам с промпредприятиями и госкомитетом по охране окружающей среды Самарской области. По инициативе и под его редакцией при Самарском госуниверситете было осуществлено издание зональных тематических сборников «Вопросы лесной биогеоценологии, экологии и охраны природы в степной зоне» (12 выпусков, 1976—1991 гг.), «Вопросы экологии и охраны природы в лесостепной и степной зонах» (3 выпуска, 1995—1999 гг.) «Интродукция, акклиматизация, охрана и использование растений на Урале и в Поволжье» (10 выпусков, 1978—1992 гг.), в которых опубликованы оригинальные материалы исследований не только самарских, но и иногородних учёных (Киев, Минск, Днепропетровск, Умань, Кривой Рог, Саратов, Волгоград, Воронеж, Нижний Новгород, Симферополь, Уфа, Екатеринбург и др.), выполненных по единой программе в аспекте заданий научного совета по проблемам экологии биологических систем АН СССР и РАН, по комплексным научно-техническим программам Минвуза РСФСР «Человек и окружающая среда» (позднее — головного совета «Охрана окружающей среды» Минобразования РФ). Эти сборники получили широкую известность в России, ближнем и дальнем зарубежье, активно используются в учебном процессе и научно-исследовательской работе в Самарском государственном университете и в других вузах региона.
Являлся одним из разработчиков проекта создания национального парка «Самарская лука».
Основные направления научных исследований: растительные выделения как фактор экологической среды в лесных биогеоценозах степной зоны (1 научная монография, 78 статей), влияние органических и минеральных шламов металлообрабатывающих предприятий на рост и развитие растений (2 депонированных научных отчёта и 6 статей), фитомелиорация промышленных территорий (3 депонированных научных отчёта и 5 статей), экологические основы аккумуляции тяжёлых металлов в почве и растениях (6 монографий и 46 статей), биоразнообразие и биомониторинг лесных, степных, луговых биогеоценозов степного Заволжья (47 статей), экология видовых ценопопуляций растений (12 статей), фитоиндикация экотопа и биотопа в различных биогеоценозах (19 статей).
Всего Матвеевым было опубликовано в научной печати более 327 научных материалов общим объёмом более 7000 стр. Среди них: 7 научных монографий, научные статьи в журналах «Украинский ботанический журнал» — 3, «Биологические науки» — 4, «Лесной журнал» — 5, «Экология» — 2, «Успехи современной биологии» — 1, «Известия Самарского научного центра РАН» — 2, в тематических научных сборниках издательств «Наука» — 4, «Наукова думка» — 6, «Урожай» — 1, Московского государственного университета — 1, Самарского научного центра РАН — 9.
По инициативе Н. М. Матвеева на кафедре экологии, ботаники и охраны природы была открыта успешно функционирующая аспирантура по специальностям 03.00.16 — экология и 03.00.05 — ботаника, а также — первый в Самарской области по специальности 03.00.16 — экология диссертационный совет К 063.94.04 по присуждению учёной степени кандидата биологических наук. Данный совет под руководством Н. М. Матвеева активно работал при Самарском государственном университете с 1994 по 2000 год: в нём было защищено 25 диссертаций соискателями из Самарского, Саратовского, Марийского, Мордовского государственных университетов, из Института экологии Волжского бассейна РАН, Самарского госпедуниверситета, Самарской госсельхозакадемии и др. Непосредственно под руководством Н. М. Матвеева были выполнены и успешно защищены 16 диссертаций аспирантов и соискателей.
В период 2001—2009 гг. он состоял членом диссертационных советов К 212.218.02 при Самарском госуниверситете и Д 002.251.01 при Институте экологии Волжского бассейна РАН, неоднократно выступал официальным оппонентом по рассматриваемым в данных советах кандидатским и докторским диссертациям по специальности 03.00.16 — экология. В настоящее время он входит в состав докторского диссертационного совета Д 002.251.01 при Институте экологии Волжского бассейна РАН.
На протяжении длительного периода возглавлял научно-технический совет и являлся членом президиума Самарского областного совета Всероссийского общества охраны природы, активно работал в научно-техническом совете и экспертных комиссиях при государственном комитете по охране окружающей среды Самарской области. Как член комиссии облисполкома он выполнил важную роль в разработке документации для Правительства России в период организации природного национального парка «Самарская Лука». Под его руководством и при непосредственном участии по заданию руководства области была разработана «Комплексная региональная программа природоохранных мероприятий к плану экономического и социального развития Куйбышевской области на 1986—1990 гг.», которая явилась одной из первых для России такого рода разработок.
По заданию государственного комитета по охране окружающей среды Самарской области под руководством Н. М. Матвеева и при его непосредственном участии осуществлено обследование состояния природных экосистем, флоры, фауны (1994—1998), а также загрязнённости почв, дикорастущих и сельскохозяйственных растений тяжёлыми металлами с разработкой соответствующих карт (1991—2000) на всей территории Самарской области. На высоком научно-методическом уровне читал лекции по курсам ботаники, экологии, биогеоценологии, экологии растений, фитоценологии (синэкологии), и др., руководит учебными и производственными практиками, курсовыми и дипломными (квалификационными) работами студентов, диссертационными изысканиями аспирантов и соискателей. Он постоянно работал по совершенствованию учебного процесса с привлечением новейших достижений науки и технических средств обучения, своей преданностью и увлечённостью наукой являя положительный живой пример для молодёжи.
Успешно руководил аспирантурой и специализацией студентов по экологии и охране природы, активно вовлекая молодёжь в научно-исследовательскую деятельность. К 2012 г. на возглавляемой им кафедре аспирантами и соискателями успешно защищены 24 кандидатские диссертации, студентами по тематике кафедры опубликовано 130 научных работ, защищено более 850 курсовых и 650 дипломных (квалификационных) работ. Выпускники кафедры успешно работают преподавателями в школе, средних и высших учебных заведениях, научно-исследовательских учреждениях, заповедниках, ботанических садах, в цехах и отделах по охране окружающей среды. Среди них есть 16 кандидатов и 4 доктора наук.
Близко к сердцу принимал проблемы высшей школы, родного университета, в частности присоединение Самарского государственного университета (СамГУ), одним из создателей которого он являлся, к Самарскому государственному аэрокосмическому университету (СГАУ). Незадолго до второго инсульта, Н. М. Матвеев с горечью записал в учебном блокноте: «В июне 2015 года осуществлён последний выпуск специалистов Самарского госуниверситета (СамГУ)… Самара явно ещё недозрела, чтобы иметь университет… 45 лет существовал и умер второй и последний раз, так и не сложившись классический университет!»
Скончался Николай Михайлович Матвеев 19 декабря 2016 г. в клинике Самарского медицинского университета, отпевание состоялось в университетском храме Самарского университета во имя великомученицы Татианы, похоронен Н. М. Матвеев 21 декабря 2016 г. на Рубежном кладбище Самары, уч.4, № 1627.

## Награды и премии
За долголетний, добросовестный труд Н. М. Матвеев награждён медалью «Ветеран труда», почётной грамотой Государственного комитета РФ по высшему образованию,  Центральным комитетом Всероссийского общества охраны природы — почётной грамотой и почётным знаком «За охрану природы России». Ему присвоено почётное звание «Заслуженный работник высшей школы Российской Федерации». Н. М. Матвеев является лауреатом Самарской губернской премии в области науки и техники (2004 г.) , академиком Российской экологической академии. В 2009 г. Н. М. Матвееву присвоено звание «Почётный профессор Самарского государственного университета». Награждён почетным знаком «За труд во благо земли Самарской».

## Интересные факты
- Николай Матвеев, по словам его сына Михаила Матвеева,  владел семью языками: русским, украинским, немецким, польским, болгарским,  чешским, английским.
- Известный актер Ленфильма Виталий Матвеев приходится Николаю Матвееву двоюродным братом.

## Монографии
- Матвеев Н. М. Аллелопатия как фактор экологической среды. — Самара: Самарское кн. изд-во, 1994. — 208 с. — ISBN 5-7575-0461-7.
- Прохорова Н. В., Матвеев Н. М. Распределение тяжелых металлов в почвенном покрове лесостепного и степного Поволжья (на примере Самарской области). — Самара: Самарский университет, 1996. — 28 с.
- Матвеев Н. М., Павловский В. А., Прохорова Н. В. Экологические основы аккумуляции тяжелых металлов сельскохозяйственными растениями в лесостепном и степном Поволжье. — Самара: Самарский университет, 1997. — 215 с.
- Прохорова Н. В., Матвеев Н. М., Павловский В. А. Аккумуляция тяжёлых металлов дикорастущими и культурными растениями в лесостепном и степном Поволжье. — Самара: Самарский университет, 1998. — 131 с.
- Прохорова Н. В., Матвеев Н. М. Основные принципы анализа и изолинейного компьютерного картирования распределения тяжёлых металлов в почвенном покрове городских территорий. — Самара: Самарский университет, 2003. — 49 с.
- Матвеев Н. М. Биоэкологический анализ флоры и растительности (на примере лесостепной и степной зоны). — Самара: Самарский университет, 2006. — 311 с.
- Матвеев Н. М., Матвеев В. Н., Прохорова Н. В. Вовлечение тяжелых металлов в основные трофические цепи в агрофитоценозах Высокого Заволжья. — Самара: Самарский университет, 2008. — 144 с.